# ادوار بریسو
ادوار بریسو (فرانسوی: Édouard Brissaud‎؛ ۱۵ آوریل ۱۸۵۲ – ۲۰ دسامبر ۱۹۰۹) پزشک، استاد دانشگاه، متخصص اعصاب و آسیب‌شناس اهل فرانسه و از شاگردان ژان-مارتن شارکو در بیمارستان پیتی-سالپتری‌یر بود.
امروزه نام او بر روی برخی علائم پزشکی و بیماری‌ها ماندگار شده‌است:
- بیماری بورنویل-بریسو: او یکی از نخستین نمونه‌های بیماری‌های توبروز اسکلروزیس را به همراه دزیره مگلوار بورنویل در سال ۱۸۸۱ بررسی نمود.
- کژپشتی بریسو: نوعی کژپشتی که در سال ۱۸۹۵ توصیف شد.
- بیماری بریسو: که همان نشانگان توره است و ادوار بریسو آنرا در سال ۱۸۹۶ به جزئیات شرح داد.
- کودک‌ماندگی بریسو: میکزدم نوزادی که در سال ۱۹۰۷ شرح داده شد.
- رفلکس بریسو: انقباض ماهیچه کشنده نیام پهن در اثر قلقلک کف پا
- سندرم بریسو- سیکار: همی‌پارزی و اسپایم سمت مخالف صورت در اثر ضایعهٔ پل مغز که در سال ۱۹۰۸ توصیف شد. نام این بیماری از ادوار بریسو و ژان-آتاناز سیکار گرفته شده‌است.

وی همچنین برندهٔ جوایزی همچون لژیون دونور شده‌است.